# پیتر هنکاک
پیتر هنکاک (انگلیسی: Peter Hancock) (زاده ۱۹۶۰) کارآفرین، بازرگان و مدیر ارشد اجرایی بریتانیایی است، که اکنون به‌عنوان مدیر عامل گروه بین‌المللی آمریکایی فعالیت می‌کند.